# Emran Soglo
Emran Gamal Marwan Soglo (Créteil, Valle del Marne, 11 de julio de 2005) es un futbolista francés de ascendencia británica. Puede jugar de lateral izquierdo, interior izquierdo y mediocentro, su equipo actual es el Sportklub Sturm Graz de la Bundesliga, máxima categoría del fútbol austríaco.

## Trayectoria
El 2 de febrero de 2022 fue fichado por Olympique de Marsella para culminar su formación juvenil en uno de los equipos más grandes de Francia. Debutó con la reserva del club al final de la temporada 2021-2022, el 14 de mayo, ingresó en los minutos finales para cerrar el triunfo 2-4 frente a la reserva de Mónaco. En la última fecha del Championnat National 2 tuvo más rodaje, jugó los último 35 minutos frente a GFA Rumilly pero perdieron 3-1. La reserva de Marsella descendió de categoría.
En la temporada 2022-23 se incorporó a la sub-19 del club y tuvo una participación destacada. En la segunda mitad de temporada fue convocado por primera vez para estar a la orden del plantel absoluto, el entrenador Igor Tudor lo mandó al banco de suplentes en la tercera ronda de la Copa de Francia, no tuvo minutos y ganaron 0-2 ante Hyères Football Club. Posteriormente a su primera experiencia de entrenamientos con profesionales tuvo más minutos con la reserva, combinado con el que hicieron una temporada regular y quedaron en mitad de tabla de la Championnat National 2, estuvo presente en 7 partidos.
Debutó como profesional el 18 de agosto de 2023, fue titular en la fecha 2 de la Ligue 1 2023-24 para enfrentar al Football Club de Metz a domicilio, convirtió su primer gol oficial y empataron 2-2.
Tras 9 partidos con Olympique de Marsella, fue fichado por Sportklub Sturm Graz, firmó contrato hasta mediados de 2029.

## Selección nacional
Ha sido parte de la selección de Inglaterra en las categorías juveniles sub-15, sub-17 y sub-20.
El 1° de septiembre de 2023 fue convocado para ser parte de los entrenamientos de la sub-20 inglesa. Debutó en la selección el 12 de octubre de 2023, en un amistoso contra Rumania, ingresó en los minutos finales y perdieron 2-0.

## Estadísticas
Actualizado al último partido citado el 3 de mayo de 2025.
| Club                          | Div.          | Temporada     | Liga  | Liga  | Liga   | Copas nacionales | Copas nacionales | Copas nacionales | Copas internacionales | Copas internacionales | Copas internacionales | Total | Total | Total  |
| Club                          | Div.          | Temporada     | Part. | Goles | Asist. | Part.            | Goles            | Asist.           | Part.                 | Goles                 | Asist.                | Part. | Goles | Asist. |
| ----------------------------- | ------------- | ------------- | ----- | ----- | ------ | ---------------- | ---------------- | ---------------- | --------------------- | --------------------- | --------------------- | ----- | ----- | ------ |
| Olympique de Marsella Francia | 1.ª           | 2023-24       | 3     | 1     | 1      | 1                | 0                | 0                | 5                     | 0                     | 0                     | 9     | 1     | 1      |
| Olympique de Marsella Francia | Total club    | Total club    | 3     | 1     | 1      | 1                | 0                | 0                | 5                     | 0                     | 0                     | 9     | 1     | 1      |
| SK Sturm Graz II · Austria    | 2.ª           | 2024-25       | 5     | 0     | 0      | —                | —                | —                | —                     | —                     | —                     | 5     | 0     | 0      |
| SK Sturm Graz II · Austria    | 2.ª           | 2025-26       | 0     | 0     | 0      | —                | —                | —                | —                     | —                     | —                     | 0     | 0     | 0      |
| SK Sturm Graz II · Austria    | Total club    | Total club    | 5     | 0     | 0      | 0                | 0                | 0                | 0                     | 0                     | 0                     | 5     | 0     | 0      |
| SK Sturm Graz · Austria       | 1.ª           | 2024-25       | 3     | 0     | 0      | -                | -                | -                | -                     | -                     | -                     | 3     | 0     | 0      |
| SK Sturm Graz · Austria       | 1.ª           | 2025-26       | 0     | 0     | 0      | -                | -                | -                | -                     | -                     | -                     | 0     | 0     | 0      |
| SK Sturm Graz · Austria       | Total club    | Total club    | 3     | 0     | 0      | 0                | 0                | 0                | 0                     | 0                     | 0                     | 3     | 0     | 0      |
| Total carrera                 | Total carrera | Total carrera | 11    | 1     | 1      | 1                | 0                | 0                | 5                     | 0                     | 0                     | 17    | 1     | 1      |
| 1. 2.                         |               |               |       |       |        |                  |                  |                  |                       |                       |                       |       |       |        |

### Selección
Actualizado al último partido citado el 20 de noviembre de 2023.
| Selección         | Temporada         | Continental | Continental | Continental | Mundial | Mundial | Mundial | Amistosos | Amistosos | Amistosos | Total | Total | Total  |
| Selección         | Temporada         | Part.       | Goles       | Asist.      | Part.   | Goles   | Asist.  | Part.     | Goles     | Asist.    | Part. | Goles | Asist. |
| ----------------- | ----------------- | ----------- | ----------- | ----------- | ------- | ------- | ------- | --------- | --------- | --------- | ----- | ----- | ------ |
| Sub-20 Inglaterra | 2023              | —           | —           | —           | -       | -       | -       | 3         | 1         | 0         | 3     | 1     | 0      |
| Sub-20 Inglaterra | Total sel.        | 0           | 0           | 0           | 0       | 0       | 0       | 3         | 1         | 0         | 3     | 1     | 0      |
| Total selecciones | Total selecciones | 0           | 0           | 0           | 0       | 0       | 0       | 3         | 1         | 0         | 3     | 1     | 0      |

## Palmarés

### Títulos nacionales
| Título     | Equipo        | País    | Año  |
| ---------- | ------------- | ------- | ---- |
| Bundesliga | SK Sturm Graz | Austria | 2025 |